# Compassion & Choices
Compassion & Choices est une organisation à but non lucratif aux États-Unis qui travaille à améliorer l'autonomie des patients et le choix individuel en fin de vie, y compris l'accès à l'aide médicale à mourir. Sa fonction principale est de défendre et d'assurer l'accès à l'aide à la mort.

## Histoire
Le lauréat du prix du grand jury du Sundance Film Festival 2011, How to Die in Oregon, a documenté le travail de Compassion & Choices of Oregon.